# Гармаев, Ендон Жамьянович
Гарма́ев Ендо́н Жамья́нович (род. 7 октября 1965, с. Улзытэ, Еравнинский аймак, Бурятская АССР) — директор Байкальского института природопользования Сибирского отделения Российской академии наук (БИП СО РАН) в г. Улан-Удэ, академик РАН, профессор РАН, доктор географических наук.
Член: Бюро Отделения наук о Земле РАН; Бюро Объединенного ученого совета СО РАН наук о Земле; Научного совета РАН по глобальным экологическим проблемам; Научного совета РАН «Окружающая среда и транспорт»; Научного совета ОНЗ РАН «Водные ресурсы суши»; Научного совета СО РАН по проблемам озера Байкал; Экспертного совета Научно-координационного центра по борьбе с опустыниванием и смягчению последствий засухи им. Н.Ф. Глазовского; Экспертной группы Министерства природных ресурсов и экологии Российской Федерации; Совета по науке и инновациям при Главе Республики Бурятия; Водной комиссии Международного географического союза. 
Член редколлегий журналов «Водные ресурсы», «География и природные ресурсы», «Геология и минерально-сырьевые ресурсы Сибири», «Гидросфера. Опасные процессы и явления», «Тихоокеанская география», «Известия Русского географического общества», «Водное хозяйство России: проблемы, технологии, управление».  
Эксперт РАН, РНФ, представитель от Республики Бурятия по региональным конкурсам при Экспертном совете РНФ. 
Председатель ученого совета БИП СО РАН, председатель диссертационного совета 24.1.506.01 на базе БИП СО РАН  по защите диссертаций на соискание ученой степени кандидата и доктора наук по специальности 1.6.21. Геоэкология (географические науки).
Вице-президент Русского географического общества, председатель Бурятского республиканского отделения РГО. 
Депутат Улан-Удэнского городского Совета II созыва (1999-2003). Советник Российской Федерации 1 класса. Действительный член (академик) Российской академии естественных наук (РАЕН).

## Биография
Родился в селе Улзытэ Еравнинского аймака Бурятской АССР. В 1982 г. окончил Можайскую среднюю школу.
1982—1983 гг. — слесарь колхоза «Дружба» Еравнинского района, в 1983—1985 гг. служил в Советской армии.
1985—1986 гг. — слушатель подготовительного отделения географического факультета Московского государственного университета имени М.В. Ломоносова (МГУ).
1986—1991 гг. — студент географического факультета МГУ, в 1991—1995 гг. — аспирант там же. В 1995 г. защитил кандидатскую диссертацию «Пространственно-временные закономерности стока рек Бурятии в теплый период года».
1996—1998 гг. — заместитель декана по учебной работе естественно-географического факультета Бурятского государственного университета (БГУ); в 1998—2002 гг. — заведующий кафедрой физической географии; в 2001—2003 гг. — директор Института экологии БГУ.
2003—2005 гг. — заместитель руководителя Федерального управления природоохранной деятельностью на озере Байкал МПР Российской Федерации.
2005—2008 гг. — докторант географического факультета МГУ, защитил диссертацию «Водные ресурсы рек бассейна озера Байкал и научные основы их использования и охраны».
2009—2024 гг. — заведующий лабораторией геоэкологии Байкальского института природопользования СО РАН (БИП СО РАН); в 2011—2013 гг. — заместитель директора по научной работе, с 2013 г. — директор БИП СО РАН.
По совместительству — профессор кафедры географии и геоэкологии БГУ. Приглашённый иностранный профессор Евразийского национального университета им. Л.Н. Гумилева (г. Астана, Казахстан).

## Научная деятельность
Гармаев Е.Ж. — специалист в области географии, гидрологии и геоэкологии, автор/соавтор около 340 опубликованных работ, из них 21 монография, 6 учебно-методических пособий, 4 атласа и 10 свидетельств о государственной регистрации программ для ЭВМ и баз данных.
Им впервые разработаны гидрологические основы использования и охраны водных ресурсов рек бассейна озера Байкал, включая российскую и монгольскую территории; разработаны методики расчета основных характеристик стока рек Забайкалья и Центральной Азии; обоснована и создана модель реакции речной системы на антропогенное воздействие; разработаны теоретические основы совместного использования и охраны водных ресурсов трансграничных рек; выявлены основные закономерности и геоэкологические особенности трансформаций компонентов природной среды в условиях изменения климата; выявлены основные факторы, индикаторы и современные тренды процессов деградации и опустынивания земель в различных климатических зонах; получена оценка современного распространения и развития наледей в Селенгинском среднегорье и их влияния на природно-антропогенные системы; разработаны рекомендации по дальнейшему эколого-безопасному регулированию уровня воды в озере Байкал.
Является научным руководителем аспирантов и соискателей, подготовил 4 кандидатов наук.

## Награды и почётные звания
- Медаль ордена «За заслуги перед Отечеством» II степени.
- Орден «Полярная звезда» (Монголия); Золотая медаль Ассоциации народа Казахстана «Бирлик»; медаль «За заслуги перед Республикой Бурятия»; медаль Минобрнауки России «За вклад в реализацию государственной политики в области научно-технологического развития»; юбилейная медаль «300 лет Российской академии наук».
- Лауреат Государственной премии Республики Бурятия в области науки и техники, Национальной премии РГО «Хрустальный компас».
- Заслуженный деятель науки Республики Бурятия, Заслуженный деятель науки Сибирского отделения РАН.
- Почётный работник высшего профессионального образования Российской Федерации.
- Почётный профессор Института географии и природных ресурсов Китайской академии наук.
- Почётный доктор Монгольской академии наук.
- Заслуженный ветеран Сибирского отделения РАН.
- Почётный гражданин Еравнинского района Республики Бурятия.